# خانه زین العابدین واحدی
خانه آقای زین العابدین واحدی مربوط به دوره پهلوی است و در شهرستان فومن، شهرک ماسوله واقع شده و این اثر در تاریخ ۲۵ اسفند ۱۳۸۰ با شمارهٔ ثبت ۵۳۱۹ به‌عنوان یکی از آثار ملی ایران به ثبت رسیده است.